# Encarsia nipponica
Encarsia nipponica är en stekelart som beskrevs av Filippo Silvestri 1927. Encarsia nipponica ingår i släktet Encarsia och familjen växtlussteklar. Inga underarter finns listade i Catalogue of Life.